# Garnisonkirche Oldenburg

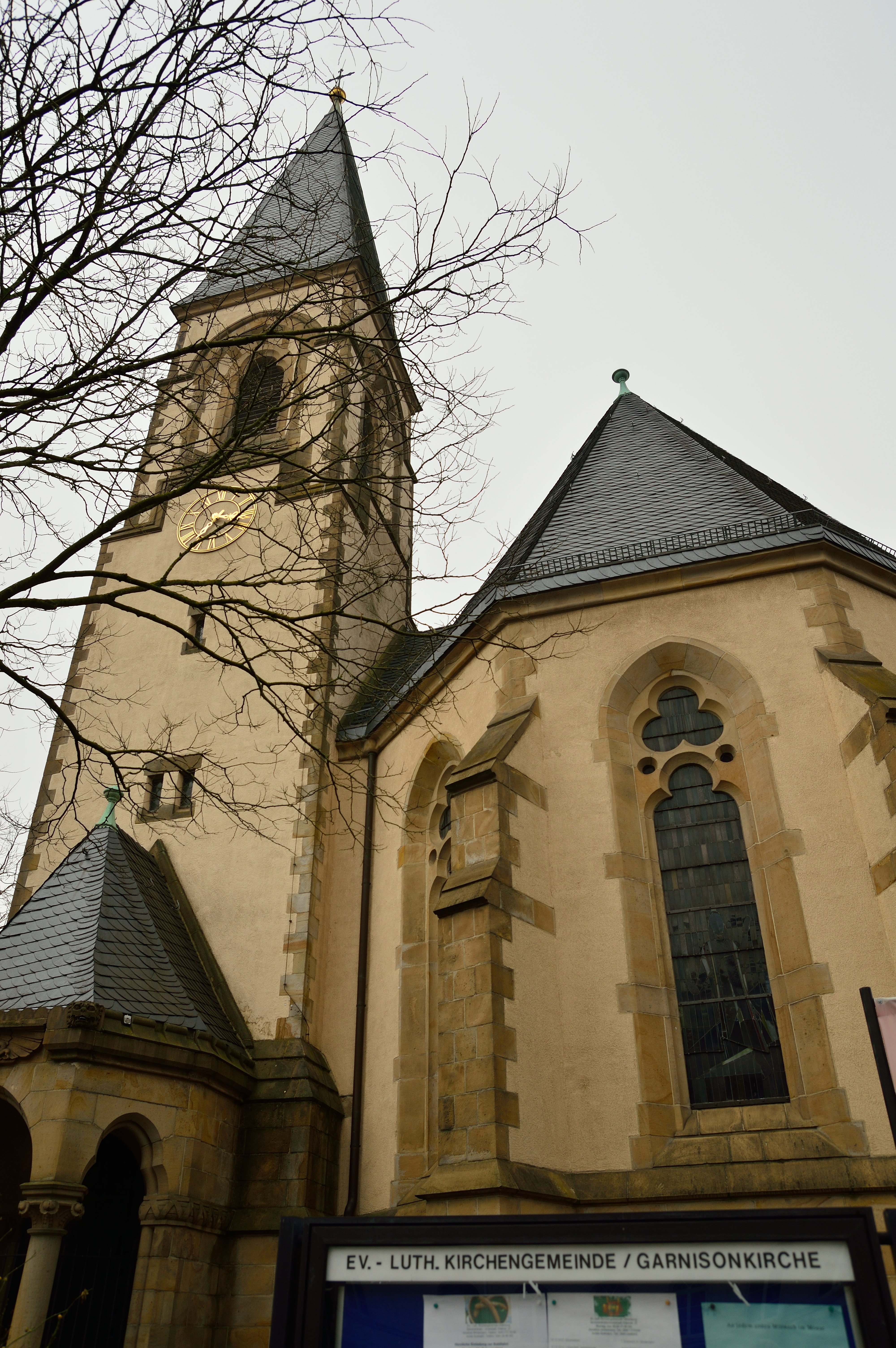
Garnisonkirche Peterstraße Oldenburg

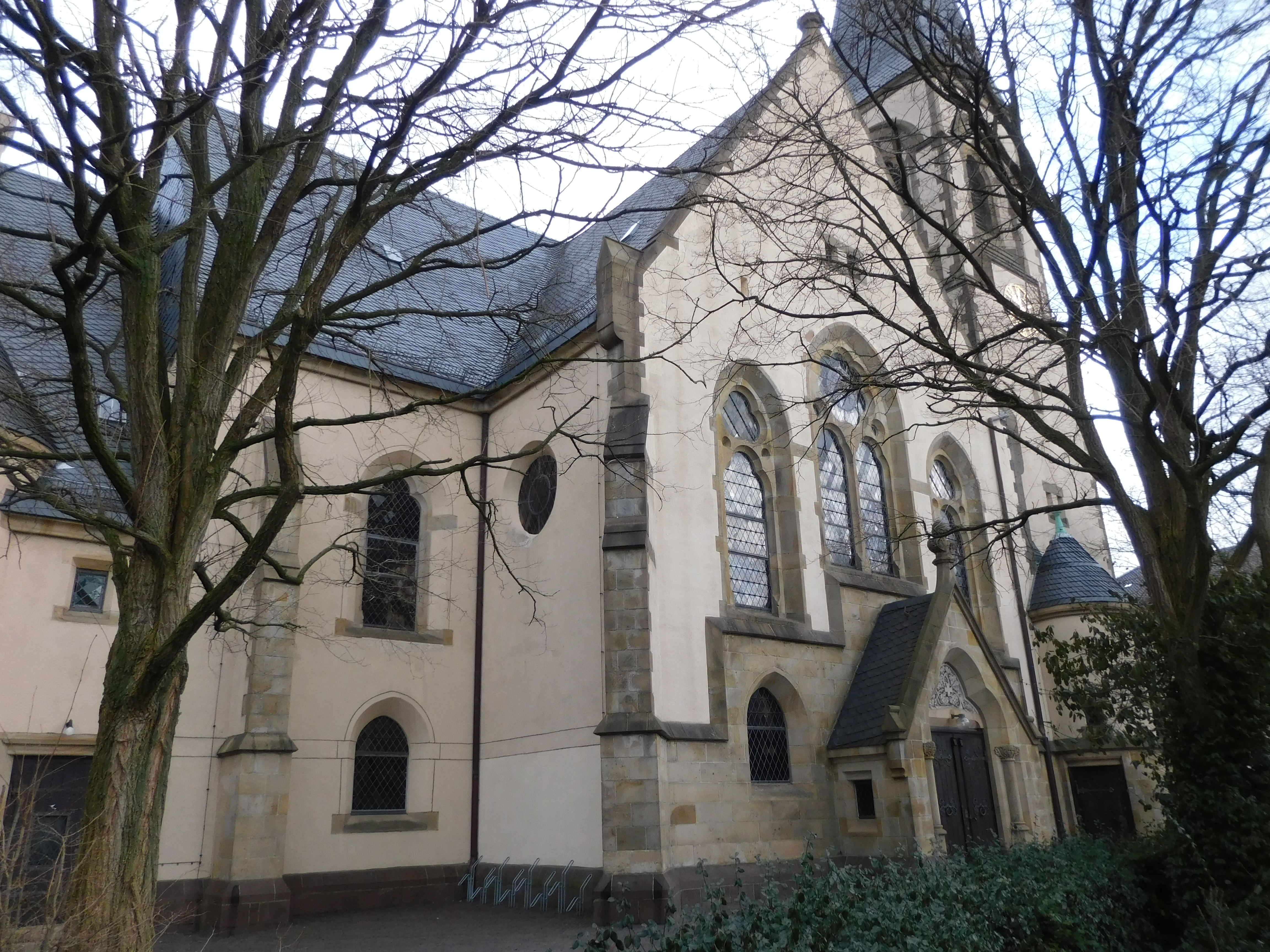
Garnisonkirche Oldenburg von Südwesten

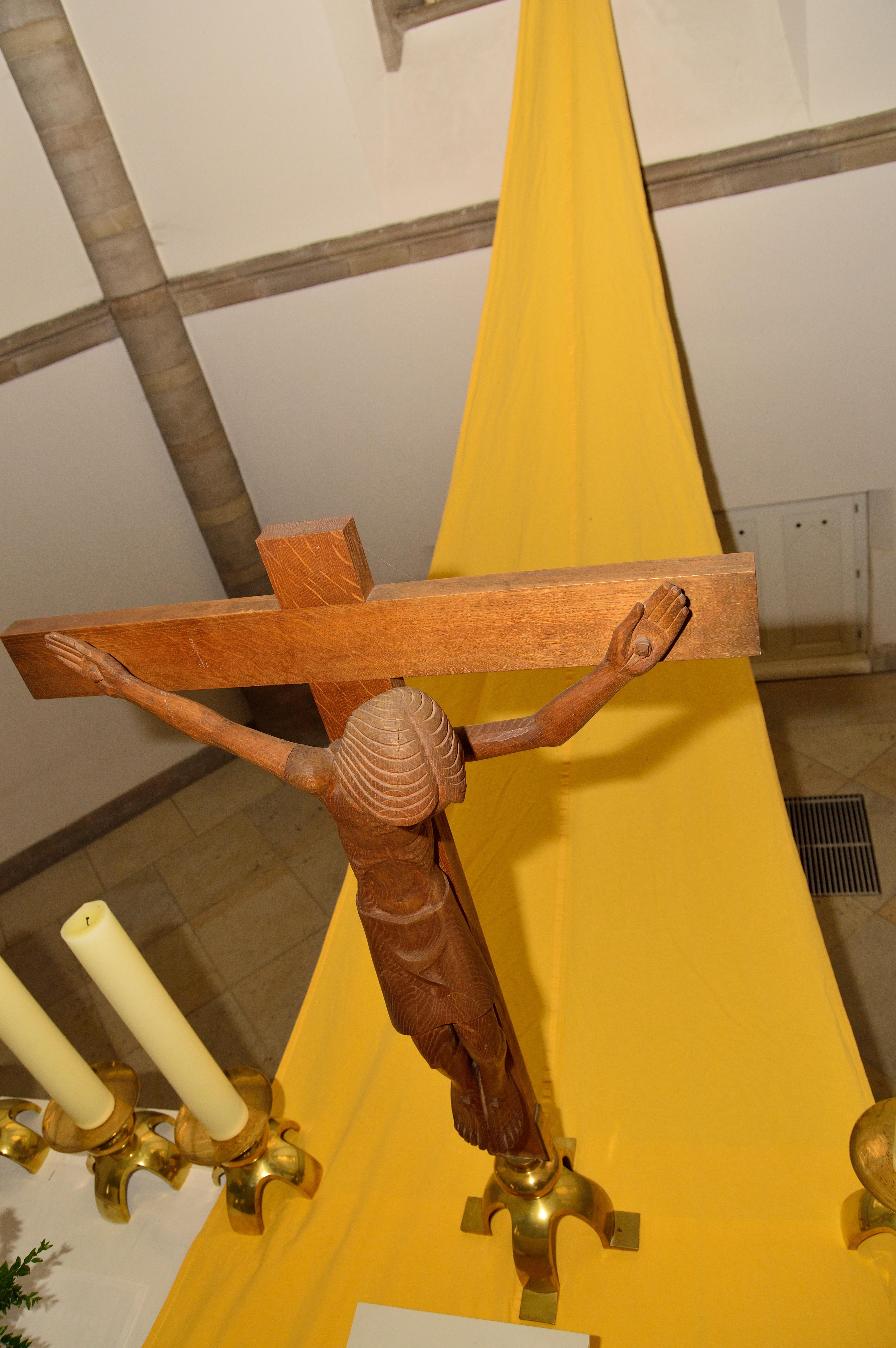
Garnisonkirche Oldenburg Altarkreuz

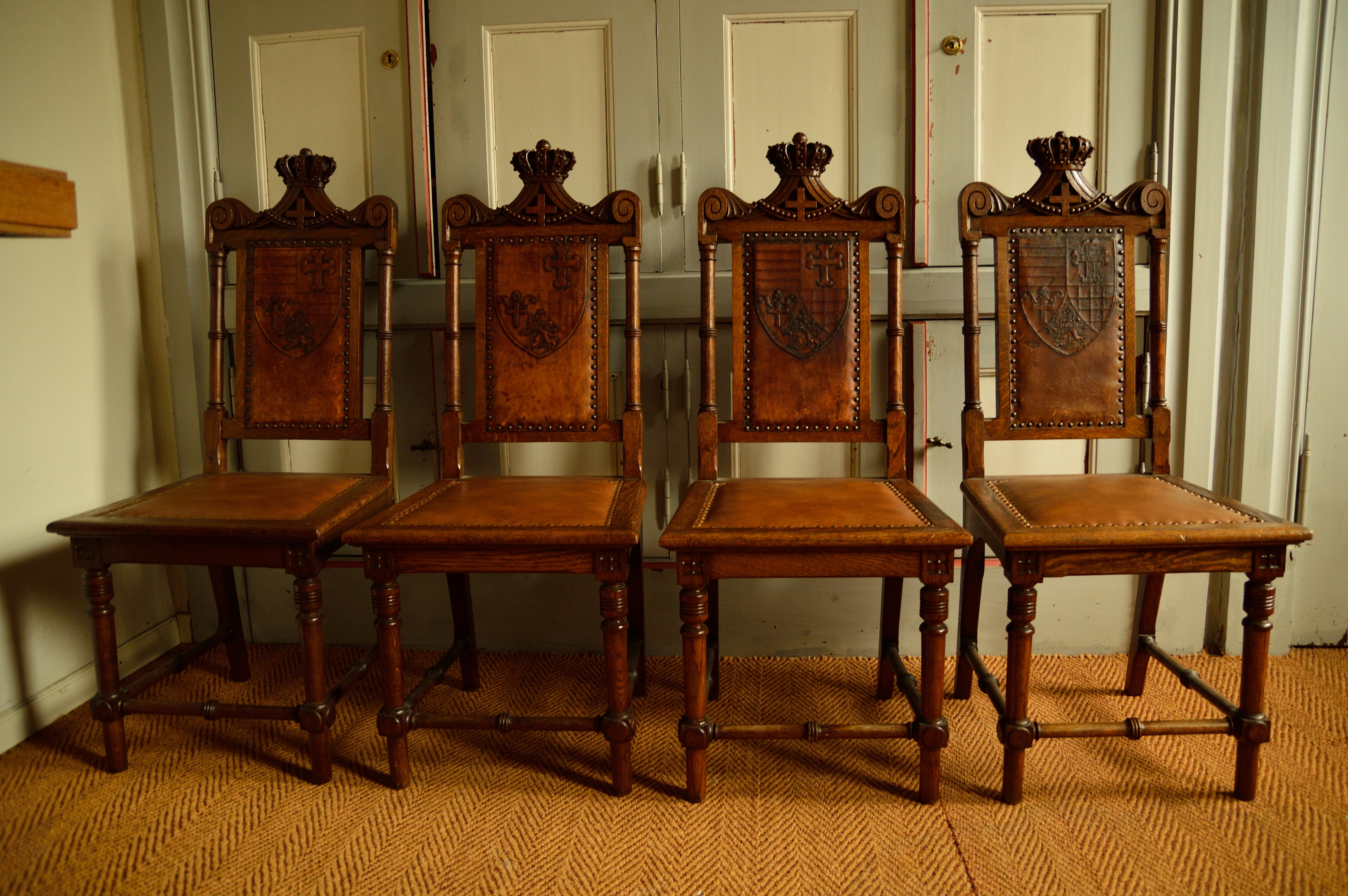
Garnisonkirche Oldenburg Gestühl

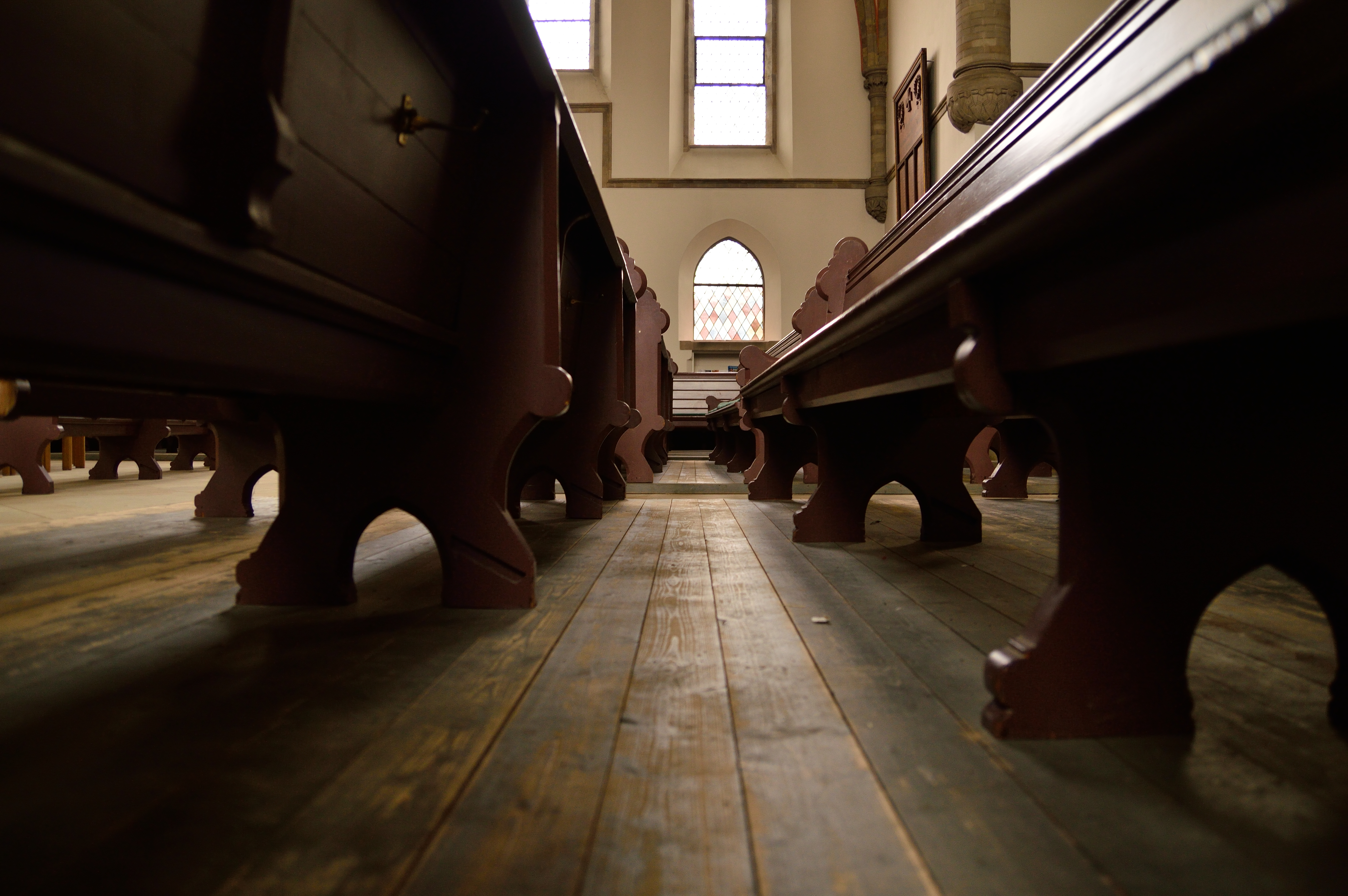
Garnisonkirche Oldenburg Kirchenbänke

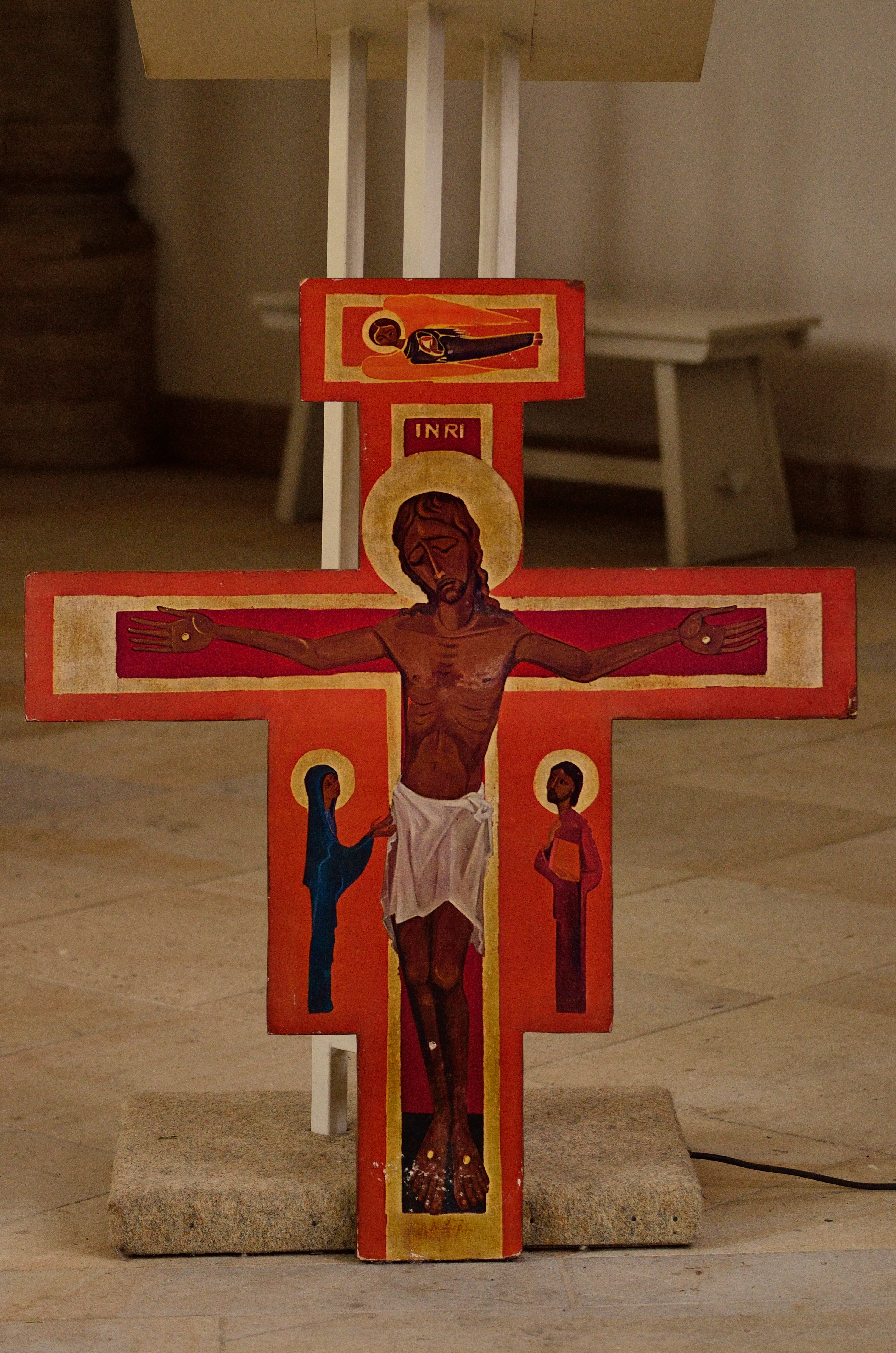
Garnisonkirche Oldenburg

Die evangelisch-lutherische Garnisonkirche Oldenburg ist eine im neugotischen Baustil errichtete Kirche in Oldenburg.

## Geschichte
Die von 1901 bis 1903 nach Plänen des Architekten Jürgen Kröger am nördlichen Ende der Peterstraße in Oldenburg erbaute Kirche wurde am 18. Oktober 1903 eingeweiht. Das Großherzogtum Oldenburg hatte bereits 1866 auf seine Militärhoheit verzichtet. Durch die Militärkonvention zwischen Preußen und Oldenburg vom 15. Juli 1867 wurden die oldenburgischen Truppen in das preußische Heer eingegliedert und dem X. Armeekorps in Hannover zugeordnet. Die Garnisonkirche diente als Kirche für das preußische Oldenburgische Infanterieregiment Nr. 91 und das Oldenburgische Dragoner-Regiment Nr. 19.
Nach dem Ersten Weltkrieg schrumpfte die Militärgemeinde der Reichswehr und die Kirche wurde für die Ev.-Luth. Kirchengemeinde Oldenburg als Gottesdienststätte mit einem feierlichen Gottesdienst am 13. Februar 1921 geöffnet. Seit dem Herbst 1926 bestand an der Garnisonkirche ein eigener kirchengemeindlicher Chor, der auch in den Militärgottesdiensten auftrat.
Mit der Aufrüstung der ab 1936 bestehenden Wehrmacht unter den Nationalsozialisten veränderte sich die Nutzung der Garnisonkirche erneut. So gab es ab dem 31. Oktober 1937 wieder einen hauptamtlichen Standortseelsorger an der Garnisonkirche. Seit dem 23. Juli 1933 war der Gemeindekirchenrat zudem – wie vielerorts – durch reichsgesetzliche Neuwahl fest in der Hand der Deutschen Christen. Während des Kirchenkampfes war auch die Garnisonkirche Schauplatz der Auseinandersetzungen. Am 21. Oktober 1936 sprach Martin Niemöller auf Einladung des oldenburgischen Pastors Rühe in der Garnisonkirche über „Die Kirche des Wortes“. Die darauf mit der Heeresstandortverwaltung geführte drei Jahre währende Auseinandersetzung führte durch Kündigung des Mietvertrages seitens der Kirchengemeinde zur alleinigen Verwaltung der Kirche durch das Militär ab dem 1. Oktober 1939.
Nach dem Krieg fanden bereits wieder im Mai 1945 Andachten der Kirchengemeinde in der Garnisonkirche statt. Der am 13. März 1946 eingeführte oldenburgische Bischof Wilhelm Stählin wählte die Garnisonkirche als „Ort zur Einübung der liturgischen Erneuerung der Kirche“ als Reaktion auf das Verbot der Synode, evangelische Messen in der eigentlichen Hauptkirche, der Lambertikirche zu Oldenburg, und zur Hauptgottesdienstzeit zu halten. Bereits im Dezember 1945 hatte er den Wunsch geäußert, dass die Kirche in das Eigentum des Ev.-Luth. Oberkirchenrates übergehen mag. Die daraufhin mit der britischen Militärregierung geführten Gespräche scheiterten am Veto der Kirchengemeinde. Diese erlaubte jedoch dem Oberkirchenrat – zunächst für die Dauer von zwei Jahren – die Aufstellung des Predigtplanes. Damit wurde eine jahrzehntelange Tradition der Garnisonkirche als Predigtort der theologischen Oberkirchenräte begründet. Letzter theologischer Oberkirchenrat mit der Garnisonkirche als Predigtort war Rolf Schäfer bis zu seiner Pensionierung im Jahre 1994. Ab 1946 wurde die evangelische Messe sonntags um 8:30 Uhr, der Predigtgottesdienst sonntags um 10 Uhr etabliert, so dass an der Garnisonkirche beide Traditionen sichtbar wurden.
Am 30. November 2014 feierten Bischof Jan Janssen und Kirchenpräsident Martin Heimbucher an der bis dahin durch die evangelische Messe lutherisch geprägten Kirche den ersten reformierten Gottesdienst. Seitdem ist die Garnisonkirche auch Heimat für die zur Ev.-Luth. Kirche in Oldenburg gehörenden reformierten Gemeindemitglieder (etwa 4.500). Die Evangelisch-reformierte Kirche feiert jeweils am ersten Sonntag im Monat sowie an allen hohen kirchlichen Feiertagen einen reformierten Gottesdienst. Die Garnisonkirche in Oldenburg ist damit die zweite reformierte Predigtstätte neben der ev.-luth. Kirchengemeinde in Accum, die seit der Eingliederung der ehemaligen Herrschaft Kniphausen in die Grafschaft Oldenburg im 18. Jahrhundert eine reformierte Predigtstelle für die dortigen reformiert gebliebenen Gemeindeglieder unterhält. Die Garnisonkirche bildet damit ein weithin wirkendes Zeichen für das von Altbischof Peter Krug geprägte Wort vom „milden Luthertum“ in Oldenburg in der spiegelhaften Koexistenz beider konfessioneller evangelischer Traditionen an einem Ort, der wie kein anderer in Oldenburg seit Stählin für die evangelische Messe stand.
Die Kirchengemeinde erwarb am 15. Januar 1987 das Kirchengebäude von der Bundesrepublik Deutschland, die bis dahin Eigentümerin der Kirche war.

## Orgel
Die erste Orgel wurde 1903 vom Oldenburger Orgelbauer Johann Martin Schmid eingebaut. Die heutige Orgel kommt aus der Orgelbauwerkstatt von Alfred Führer in Wilhelmshaven und stammt aus dem Jahre 1965. Die Orgel hat 35 Register und wird über drei Manuale und ein Pedal gespielt. Die Spiel- und Registertrakturen sind mechanisch.
| I Hauptwerk C–g3 |            |        |
| 1.               | Quintade   | 16′    |
| 2.               | Prinzipal  | 08′    |
| 3.               | Rohrflöte  | 08′    |
| 4.               | Oktave     | 04′    |
| 5.               | Nasard 0   | 02 ⁄3′ |
| 6.               | Oktave     | 02′    |
| 7.               | Mixur V-VI | 01 ⁄3′ |
| 8.               | Trompete   | 08′    |

| II Kronpositiv C–g3 |                 |        |
| 9.                  | Metallgedackt   | 08′    |
| 10.                 | Blockflöte      | 04′    |
| 11.                 | Prinzipal       | 02′    |
| 12.                 | Oktave          | 02′    |
| 13.                 | Sesquialtera II | 02 ⁄3′ |
| 14.                 | Zimbel IV       | 01⁄2′  |
| 15.                 | Rankett         | 16′    |
| 16.                 | Trichterregal   | 08′    |
|                     | Tremulant       |        |

| III Schwellwerk C–g3 |                   |        |
| 17.                  | Holzgedackt       | 08′    |
| 18.                  | Gamba             | 08′    |
| 19.                  | Prinzipal         | 04′    |
| 20.                  | Gemshorn          | 04′    |
| 21.                  | Flachflöte        | 02′    |
| 22.                  | Sifflöte          | 01 ⁄3′ |
| 23.                  | Glöckleinton II-V | 02 ⁄3′ |
| 24.                  | Scharff V         | 01′    |
| 25.                  | Bombarde          | 16′    |
| 26.                  | Oboe              | 08′    |
| 27.                  | Trompete          | 04′    |

| Pedal C–f1 |                   |     |
| 28.        | Subbass           | 16′ |
| 29.        | Oktavbass         | 08′ |
| 30.        | Flöte             | 04′ |
| 31.        | Bauernflöte       | 02′ |
| 32.        | Rauschpfeife IV 0 | 02′ |
| 33.        | Posaune           | 16′ |
| 34.        | Trompete          | 08′ |
| 35.        | Trompete          | 04′ |

- Koppeln: II/I, III/I, I/P, II/P, III/P

## Glocken
Das Geläut besteht aus fünf Glocken, die von der Firma Rincker gegossen wurden. Die älteste Glocke entstand 1901 (⌀ 73 cm), die weiteren vier 1959 (⌀ 93 cm), 1961 (⌀ 104 cm) und 1982 (zwei Glocken ⌀ 67 cm bzw. 60 cm).
| Nr. | Name             | Gussjahr | Gießer  | Durchmesser (mm) | Gewicht (kg) | Nominal (16tel) | Inschrift                                                                        |
| --- | ---------------- | -------- | ------- | ---------------- | ------------ | --------------- | -------------------------------------------------------------------------------- |
| 1   | Festtagsglocke   | 1959     | Rincker | 1040             | 638          | as1 -9          | KOMM GOTT SCHÖPFER HEILIGER GEIST BESUCH DAS HERZ DER MENSCHEN DEIN (Schlagring) |
| 2   | Betglocke        | 1959     | Rincker | 930              | 456          | b1 -10          | JESUS CHRISTUS UNSER HEILAND DER DEN TOD ÜBERWAND IST AUFERSTANDEN (Schlagring)  |
| 3   | Wortglocke       | 1901     | Rincker | 730              | 246          | des2 -8         | und den Menschen ein Wohlgefallen (Flanke)                                       |
| 4   | Abendmahslglocke | 1982     | Rincker | 670              | 189          | es2 -9          | FRIEDE AUF ERDEN (Hals)                                                          |
| 5   | Taufglocke       | 1982     | Rincker | 600              | 133          | f2 -9           | EHRE SEI GOTT IN DER HÖHE (Schlagring)                                           |